# Grus (rodzaj)
Grus – rodzaj ptaków z rodziny żurawi (Gruidae).

## Zasięg występowania
Rodzaj obejmuje gatunki występujące w Ameryce Północnej, Afryce i Eurazji.

## Morfologia
Długość ciała 90–175 cm, rozpiętość skrzydeł 150–260 cm; masa ciała 2000–12 000 g; samce są nieco większe i cięższe od samic.

## Systematyka

### Etymologia
- Scops: gr. σκοπος skopos „obserwator, strażnik”, od σκοπεω skopeō „szpiegować”[13]. Gatunek typowy: Ardea virgo Linnaeus, 1758.
- Grus: łac. grus, gruis „żuraw”[14].
- Anthropoides: gr. ανθρωπος anthrōpos „kobieta”; -οιδης -oidēs „przypominający”[15]. Gatunek typowy: Ardea virgo Linnaeus, 1758.
- Numidica: łac. Numidicus „Numidyjczyk, numidyjski”, od Numidia „Numidia”[16]. Gatunek typowy: Ardea virgo Linnaeus, 1758.
- Tetrapteryx: gr. τετρα- tetra- „cztero-”, od τεσσαρες tessares „cztery”; πτερυξ pterux, πτερυγος pterugos „skrzydło, pióra” (por. τετραπτερος tetrapteros „cztero-skrzydły”); w aluzji do wydłużonych lotek II rzędu, które rozciągają się prawie do ziemi, dając wrażenie bardzo długiego ogona[17]. Gatunek typowy: Tetrapteryx capensis Thunberg, 1818 (= Ardea paradisea A.A.H. Lichtenstein, 1793).
- Megalornis: gr. μεγας megas, μεγαλη megalē „wspaniały, znakomity”; ορνις ornis, ορνιθος ornithos „ptak”[18]. Gatunek typowy: Ardea grus Linnaeus, 1758.
- Bugeranus: gr. βου- bou- „olbrzymi, wielki”, od βους bous „wół”; γερανος geranos „żuraw”[19]. Gatunek typowy: Ardea carunculata J.F. Gmelin, 1789.
- Geranarchus: gr. γερανος geranos „żuraw”; αρχος arkhos „szef, władca”, od αρχω arkhō „rządzić”[20]. Nowa nazwa dla Anthropoides Brisson, 1760.
- Philorchemon: gr. φιλορχημων philorkhēmōn „kochający taniec”, od φιλος philos „kochający”, od φιλεω phileō „kochać”; ορχημα orkhēma „taniec”[21]. Gatunek typowy: Ardea paradisea A.A.H. Lichtenstein, 1793.
- Geranus: gr. γερανος geranos „żuraw”[22]. Nomen nudum.
- Limnogeranus: gr. λιμνη limnē „bagno”; γερανος geranos „żuraw”[23]. Gatunek typowy: Ardea americana Linnaeus, 1758.

### Podział systematyczny
Do rodzaju należą następujące gatunki:
- Grus carunculata (J.F. Gmelin, 1789) – żuraw koralowy
- Grus paradisea (A.A.H. Lichtenstein, 1793) – żuraw rajski
- Grus virgo (Linnaeus, 1758) – żuraw stepowy
- Grus japonensis (Statius Muller, 1776) – żuraw mandżurski
- Grus americana (Linnaeus, 1758) – żuraw krzykliwy
- Grus grus (Linnaeus, 1758) – żuraw zwyczajny
- Grus monacha Temminck, 1835 – żuraw białogłowy
- Grus nigricollis Przevalski, 1876 – żuraw czarnoszyi